# Език (анатомия)
Вижте пояснителната страница за други значения на Език.
Езѝкът (на латински: linguae) е анатомичен мускулест орган, разположен в устната кухина. Има розов цвят.

## Анатомично устройство

### Части
Езикът е изграден от три части:
- Корен (на латински: radix linguae), който е срастнал с пода на устната кухина и зад него залага епиглотиса на ларинкса.
- Връх (на латински: apex linguae), под който се намира юздица (на латински: frenulum linguae), а встрани от нея пъпковидни образувания (на латински: carunculae sublinguales), на които се отварят каналите на подезичната и поддолночелюстната слюнчена жлеза.
- Тяло (на латински: corpus linguae), притежаващо две повърхности – долна (на латински: facies inferior) и гръб (на латински: dorsum linguae), които се срещат в заоблен ръб (на латински: margo linguae). По гръбната повърхност има надължна бразда (на латински: sulcus medianus) и отворена напред V-образна бразда (на латински: sulcus terminalis), зад която лежи задънен отвор (на латински: foramen cecum), и езиковата сливица (на латински: tonsila lingualis).

### Мускули
Езикът е изграден от мускули, които са разположени в различни посоки., придаващи му голяма подвижност при разпределяне на храната и говорът. Мускулите биват скелетни и собствени.
- Скелетни мускули – прикрепват се към подезичната кост, долната челюст и шиловидния израстък на слепоочната кост. Това са:
  - M. genioglossus – започва от мандибулата и тегли езика напред и надолу.
  - M. hyoglossus – започва от подезичната кост и тегли езика назад и надолу.
  - M. styloglossus – започва от proc. styloideus на черепа и тегли езика назад и нагоре.
- Собствени мускули – те променят формата на езика при поемане на храната, дъвкане и говорене. Изградени са от вертикални (на латински: m. verticalis linguae), напречни (на латински: m.transversus linguae) и надлъжни (на латински: m. longitudinalis sperior et inferior linguae) мускули. Последните биват горни и долни.

## Хистологичен строеж
Отвън езикът е покрит с лигавица (на латински: tunica mucosa linguae), която съдържа слюнчени жлези (на латински: gll. linguales). Съединително-тъканния лигавичен слой на езика (на латински: lamina propria) е съставен от апоневроза (на латински: aponeurosis linguae) и преграда (на латински: septum linguae) към които се прикрепват мускулите. Характерни образувания на лигавицата са езиковите папили (на латински: papillae linguales), които са пръснати по цялата му повърхност, по ръбовете и в задния край. Те представляват различни по форма изтлачвания на lamina propria, покрити с частично вроговен епител. Има две групи папили: механични и вкусови.
- Механичните папили биват нишковидни и конични.
  - Нишковидни папили (на латински: papillae filiformes) – те са най-многобройни, разполагат се по гръбната повърхност на езика и имат механични и тактилни функции.
  - Конични папили (на латински: papillae conicae) – те са по-малко на брой и се отличават от нишковидните папили с по-широката си основа.
- Вкусовите папили биват гъбовидни, листовидни и жлебовидни.
  - Гъбовидни папили (на латински: papillae fungiformes) – имат гъбовидна форма и се разполагат предимно по страничните ръбове и гърба на езика. Техният епител е невроговен поради което имат червеникав цвят. В тях се наблюдават вкусови луковици.
  - Листовидни папили (на латински: papillae foliatae) – намират се по ръбовете на езика и имат широка основа. Те са малко на брой и съдържат вкусови луковици.
  - Жлебовидни папили (на латински: papillae valatae) – те са най-големите папили на езика. Те са 6 до 12 на брой и се располагат пред sulcus terminalis. Лигавицата на браздата съдържа вкусови луковици и серозни жлези.

Вкусовият орган представлява съвкупност от всички вкусови луковици, които се разполагат в различните вкусови папили на езика, както и по повърхността на епиглотиса, фаринкса, мекото небце, бузите. Вкусовите луковици имат формата на елипса, съдържат рецептори за вкус, и са изградени от вкусови и опорни клетки.
- Опорните клети изграждат стената на вкусовата луковица и изпълняват опорна функция.
- Вкусовите клетки са силно удължени по форма. На анималния им полюс има микровили. Последните са изградени от микрофиламенти, достигащи до вкусовата луковица.

Лигавицата върху корена на езика съдържа струпвания от лимфни фоликули, които образуват езиковите сливици (на латински: tonsilla lingualis). Повърхността им е неравна, тъй като епителът образува вдавания (на латински: cryptae tonsillares) в които се отварят серозните жлези (на латински: gll. tonsilares).

## Кръвоснабдяване
Езикът се кръвоснабдява от arteria lingualis.

## Инервация
Мускулите на езика се инервират от n. hypoglossus.
Сетивната инервация на предните 2/3 от езика е от n. lingualis, а за останалата задна 1/3 – от n. glossopharyngeus и n. vagus.

## Физиология
Обикновено действието на храната се разпростира върху цялата повърхност на езика. По този начин човек усеща комбинации от някои от основните вкусове за сладко, кисело, солено или горчиво.
Течностите или веществата, разтварящи се в слюнката, влияят върху отделните вкусови клетки и задействат импулси в невроните, прикрепени към всяка вкусова луковица. Макар че е възможно две клетки в една и съща луковица да са „настроени“ да реагират на различни вкусове, клетките на върха на езика са чувствителни предимно към сладките и солените вкусове, тези по страните на езика – към киселото, а онези в задната част – към горчивото. Ако временно загубим част от вкуса си, като например след изгаряне на част от луковиците с горещо кафе, можем да разчитаме, че до 7 дена те ще бъдат заменени с нови. Въпреки че тези клетки непрекъснато умират и се заменят, с възрастта някои от вкусовите луковици умират безвъзвратно, така че във вкусовото ни сетиво настъпва необратима промяна.